# Борис Кауфман
Борис Кауфман (на английски: Boris Kaufman) е френско-американски кинооператор.

## Биография
Роден е на 24 август 1906 г. в Бялисток (тогава в Руската империя) в еврейско семейство, което след Първата световна война живее в Полша, а след това се установява във Франция. По-големите му братя Дзига Вертов и Михаил Кауфман остават в Съветския съюз, където стават известни кинодейци.
Кауфман завършва Парижкия университет и започва да се занимава с кино. След капитулацията на Франция във Втората световна война заминава за Канада, а след това се установява в Съединените щати.
За снимките на филма „На кея“ („On the Waterfront“, 1954) получава „Оскар“ и „Златен глобус“ и отново е номиниран за „Оскар“ за „Бейби Дол“ („Baby Doll“, 1955). Умира на 24 юни 1980 г. в Ню Йорк.

## Избрана филмография
- „Аталанта“ („L'Atalante“, 1934)
- „На кея“ („On the Waterfront“, 1954)
- „Бейби Дол“ („Baby Doll“, 1956)
- „Дванадесет разгневени мъже“ („12 Angry Men“, 1957)
- „Този вид жена“ („That Kind of Woman“, 1959)
- „Великолепие в тревата“ („Splendor in the Grass“, 1961)